# Ramón Calderón
Pour les articles homonymes, voir Calderón.
José Ramón Calderón Ramos, plus simplement appelé Ramón Calderón, né le 26 mai 1951 à Palencia (Espagne), est un avocat espagnol plus connu pour avoir été le président du Real Madrid de juillet 2006 à janvier 2009.

## Biographie

### Sa carrière
Ramón Calderón est le petit-neveu d'Abilio Calderón Rojo (1867-1939) qui fut plusieurs fois ministre du roi Alphonse XIII, occupant les postes de ministre de l'Équipement (juillet-décembre 1919) et de ministre du Travail (mars-décembre 1922).
Il est diplômé de l'Université de Navarre et devient avocat.
Avant de parvenir à la tête du Real Madrid, il fut le principal opposant de Ramón Mendoza lorsque celui-ci était président du club madrilène de 1986 à 1995. Il fut aussi le directeur sportif de Florentino Pérez, autre président du Real Madrid, au début des années 2000. À la suite de la démission de celui-ci, il décide de devenir lui-même candidat à la présidence pour les élections de juillet 2006.

### Président du Real Madrid
Pour sa candidature à la présidence, il fait principalement quatre promesses de recrutement : il veut parvenir à décrocher les signatures de Kaká (AC Milan), Cesc Fàbregas (Arsenal), Arjen Robben (Chelsea) et faire venir l'italien Fabio Capello, entraîneur de la Juventus qui est alors plongée dans l'affaire du «Calciopoli».
Le 2 juillet 2006, Ramón Calderón est élu président du Real Madrid par les socios du club. Il obtient 8 344 votes et devance ainsi ses principaux concurrents : Juan Palacios (8 098 votes), Lorenzo Sanz (2 377 votes) qui fut président du Real de 1995 à 2000 et Arturo Baldasano (1 581 votes). Il intègre dans son équipe dirigeante Predrag Mijatović (joueur du Real de 1996 à 1999) qui est nommé directeur sportif de la section football du club et Vlade Divac pour la section basket.
Pour la saison 2006-2007, il tient une partie de ses promesses électorales puisque Fabio Capello est nommé entraîneur en remplacement de Juan Ramón López Caro. Il profite des difficultés de la Juventus pour faire signer le tout récent champion du monde et futur Ballon d'or Fabio Cannavaro ainsi que le brésilien Emerson. Il recrute par ailleurs trois autres joueurs en faisant signer Ruud van Nistelrooy (Manchester United) et Mahamadou Diarra (Olympique lyonnais) et en obtenant le prêt de José Antonio Reyes (Arsenal). Ces cinq nouveaux joueurs seront rejoints, en janvier 2007, par deux grands espoirs argentins : Gonzalo Higuaín (CA River Plate) et Fernando Gago (Boca Juniors).
Cette saison permet au Real Madrid de remporter son 30e titre de champion d'Espagne, compétition qu'il n'avait plus remportée depuis la saison 2002-2003, en terminant avec le même nombre de points que le FC Barcelone mais en bénéficiant d'un goal average particulier plus favorable. Cependant ce sacre n'efface pas la déception en Ligue des champions qui voit le Real être éliminé dès les 1/8e de finales par le Bayern Munich. Cette contre-performance, associée à un style de jeu trop peu spectaculaire aux yeux des dirigeants, précipite le départ de Fabio Capello à l'issue de la saison.
L'allemand Bernd Schuster est alors chargé d'entraîner l'équipe pour la saison 2007-2008. De nouveaux joueurs arrivent au club, l'effectif prenant d'ailleurs un ton Oranje avec l'arrivée de plusieurs néerlandais (Arjen Robben, Wesley Sneijder, Royston Drenthe) qui rejoignent leur compatriote, Ruud van Nistelrooy, sacré Pichichi avec 25 buts pour sa première saison au club. Cependant les résultats ne sont pas meilleurs que la saison précédente : si le Real Madrid s'impose largement en championnat (9 points d'avance sur Villarreal et 18 sur le FC Barcelone), il est à nouveau éliminé en 1/8e de finales de la Ligue des champions. Schuster, qui avait réussi à conserver son poste, sera par ailleurs vite licencié dès l'automne 2008 à la veille du Clasico et remplacé par Juande Ramos, double vainqueur de la Coupe UEFA avec le FC Séville.
Ramón Calderón ne conserve cependant pas longtemps son poste : les mauvais résultats sportifs s'ajoutent à un scandale entourant l'élection de juillet 2006. En effet, l'un des candidats malheureux, Juan Miguel Villar-Mir, conteste la régularité de l'élection de Calderón en affirmant notamment que les votes par correspondance, qui semblaient plutôt avantager des concurrents de Calderón, n'ont pas été pris en compte. Sans que l'affaire soit vraiment éclaircie, Ramón Calderón présente sa démission de la présidence du Real Madrid le 16 janvier 2009, juste après avoir réalisé le transfert de Cristiano Ronaldo au club. Son vice-président, Vicente Boluda, est alors nommé président par intérim en attendant les prochaines élections devant se dérouler en juin 2009 : ces élections verront le retour aux affaires de Florentino Pérez, sans réel opposant.